# Hippodamos
Hippodamos de Milet (en grec ancien Ἱππόδαμος) (né en 498 av. J.-C. et mort en 408 av. J.-C.) est un géomètre et ingénieur du Ve siècle av. J.-C., également architecte urbaniste, physicien, mathématicien, météorologiste et philosophe pythagoricien. Aristote le dit fils d'Euryphon et le mentionne comme l'auteur d'une constitution politique dans La Politique, livre II, chapitre VIII.
La tradition a retenu de lui ses grands travaux de planification urbaine. Bien que ces travaux se caractérisent par l'utilisation systématique du plan en damier, il n'en est pas l'inventeur, de très anciennes colonies grecques comme Megara Hyblaea nous fournissant déjà des exemples de cette structure urbaine. Il apprit sans doute ses méthodes d'urbanisme à Milet, sa ville natale qui fut rebâtie peu après 480 av. J.-C. d'après un plan géométrique. 
Il est l'auteur d'un ouvrage sur l'urbanisme auquel se réfère Aristote dans La Politique. La passion d'Hippodamos pour la division tripartite semble être la marque de l'influence d'Ion de Chios qui était lui-même teinté de pythagorisme. Issu de cette génération ardente ouverte aux innovations qui suivit les guerres médiques, Hippodamos affichait un mode de vie et une allure excentriques, portant les cheveux longs : « L'ampleur et le soin luxueux de sa chevelure, de ses vêtements aussi, faits d'une étoffe simple mais chaude qu'il portait non seulement en hiver, mais même en saison d'été », marquait, aux yeux des Athéniens, son origine ionienne et l’influence perse.

## Réalisations
La première réalisation qui lui soit attribuée est l'aménagement du port d'Athènes, Le Pirée, réalisé à la demande de Thémistocle après la victoire dans deux batailles navales durant les guerres médiques au début du Ve siècle av. J.-C.
À la fondation de Thourioi (en Italie) par les Athéniens, il les accompagne et dessine l'aménagement de la future colonie. En 408 ou 407 av. J.-C., Hippodamos supervise peut-être la construction de la nouvelle cité de Rhodes. Il a également conçu la reconstruction de sa cité natale, Milet.

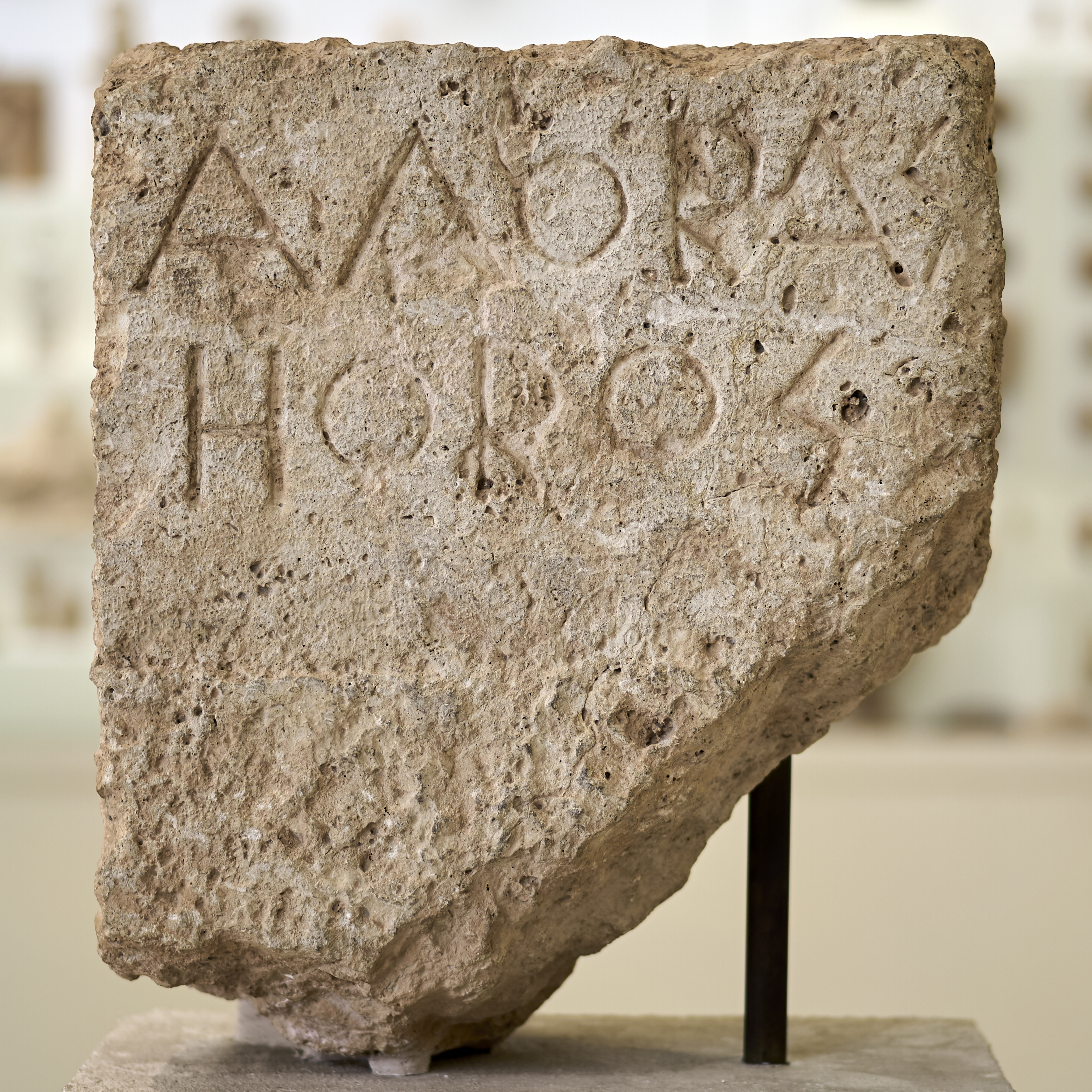
« Borne de l'Agora, probablement l'Agora hippodamienne. Associée à l'aménagement urbain du Pirée par Hippodamus. Elle porte l'inscription en grec ancien « ΑΓΟRΑΣ ΗΟRΟΣ » (agoras horos), soit limite de l'Agora. » Musée du Pirée; descriptif du musée.

Il jouit encore d'une réputation de père de l'urbanisme pour avoir introduit des règles d'alignement et d'organisation dans des villes où régnait précédemment une forme d'anarchie urbanistique, source de complexité et de confusion.

Selon Aristote, Hippodamos préconisait une organisation tripartite de la cité, tant au plan des classes sociales que du territoire et des tribunaux ; il  envisageait un grand État qui n'excéderait pas dix mille citoyens, donc beaucoup plus petit qu’Athènes qui comptait à cette époque vingt mille citoyens environ. Cette société devait comporter trois classes sociales, et dans cette division l’on pourrait déceler une probable influence de l’Égypte : 

« Sa république se composait de dix mille citoyens séparés en trois classes : artisans, agriculteurs, et défenseurs de la cité possédant les armes. Il faisait trois parts du territoire : l’une sacrée, l’autre publique, et la troisième privée. Il pensait que les lois aussi ne peuvent être que de trois sortes, parce que les actions judiciaires selon lui ne peuvent naître que de trois objets : l’injure, le dommage et le meurtre. »

## Le plan hippodaméen

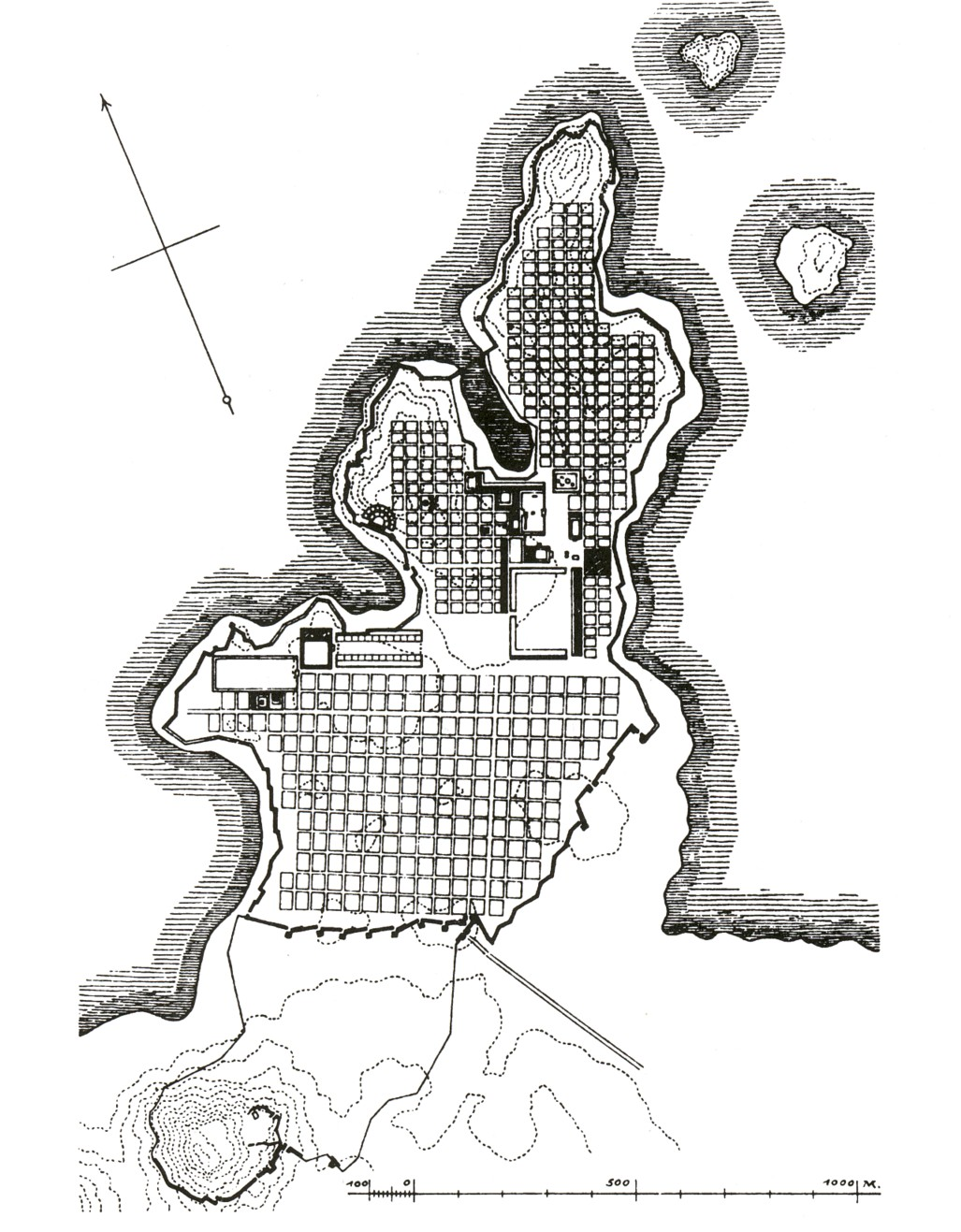
Plan hippodaméen de Milet.

Ses plans d'aménagement étaient caractérisés par des rues rectilignes et larges qui se croisaient à angle droit, tant et si bien que l'on désigne aujourd'hui par plan hippodaméen ce type de trame urbaine, également appelée plan en damier.
Toutefois, si le plan en damier était attribué à Hippodamos par la majorité des savants du XIXe siècle et du début du XXe siècle, cette opinion semble avoir fait long feu car des fouilles archéologiques ont révélé que le plan orthogonal était déjà en vigueur dans des colonies fondées au VIIe siècle av. J.-C. Le nom de l'architecte reste toutefois lié au plan en damier, en raison d'un passage de la Politique d'Aristote, qui constitue la principale source à son sujet ; d'autres spécialistes considèrent comme une erreur de traduction, la division de la cité portant sur la classification des citoyens et non sur la division de l'espace par des rues en damier; mais cette hypothèse paraît peu probable dans la mesure où le verbe grec κατατέμνω / katatémno, utilisé par Aristote dans le passage en question, signifie bien « couper en morceaux, découper » ; il s’agit bien d’un découpage géométrique du territoire, ce que confirme en outre le qualificatif grec de εὔτομος / eutomos, « bien découpé », pour désigner le plan géométrique d’une cité, à la manière d’Hippodamos,.